# Nemoria intensaria
Nemoria intensaria är en fjärilsart som beskrevs av Richard F. Pearsall 1911. Nemoria intensaria ingår i släktet Nemoria och familjen mätare. Inga underarter finns listade i Catalogue of Life.